# Pachnoda acutipennis
Pachnoda acutipennis är en skalbaggsart som beskrevs av Hermann Julius Kolbe 1914. Pachnoda acutipennis ingår i släktet Pachnoda och familjen Cetoniidae. Inga underarter finns listade i Catalogue of Life.